# Horacjusz Kokles
Horacjusz Kokles (łac. Horatius Cocles, dosł. Horacjusz Jednooki) – bohater z legendy rzymskiej, który obronił w pojedynkę ważny most na Tybrze (Pons Sublicius) w wojnie przeciwko Etruskom Porsenny.
Horacjusz miał odpierać ataki Etrusków wraz z dwoma towarzyszami, Spuriuszem Larcjuszem i Tytusem Herminiuszem, dając oddziałom rzymskim czas na zerwanie belek podtrzymujących most. W ostatniej chwili odesłał druhów i samotnie stawiał opór wrogowi. Gdy most się ostatecznie zawalił, Horacjusz wezwał boga Tiberinusa i wskoczył w pełnej zbroi do rzeki. W zależności od wersji legendy dopłynął bezpiecznie do brzegu lub zginął w nurtach Tybru.
Do jego legendy nawiązuje również opera Mucjusz Scaevola, gdzie Horacjusz jest jedną z postaci.